# استان کسای
استان کسای (به لاتین: Kasaï Province) یک استان در جمهوری دموکراتیک کنگو است. استان کسای ۹۵٬۶۳۱ کیلومتر مربع مساحت و ۳٬۱۹۹٬۸۹۱ نفر جمعیت دارد.